# Russ Conway (acteur)
Pour les articles homonymes, voir Russ Conway.
Russ Conway (né le 25 avril 1913 à Brandon, au Manitoba, au Canada et mort le 12 janvier 2009 à Laguna Hills, dans le comté d'Orange, en Californie) est un acteur canado-américain étant apparu à l'écran entre 1947 et 1975.
Il est le frère de Donald Woods.

## Biographie

### Jeunesse
En 1937, Russ Conway obtient un baccalauréat universitaire de l'Université de Californie à Los Angeles. Il y complètera également une maîtrise en théâtre.
Au cours de la Seconde Guerre mondiale, il sert dans l'unité des services spéciaux (en) de l'United States Army. Pendant plusieurs mois, il est directeur du divertissement à Fort Ord, dans la baie de Monterey, en Californie, puis est transféré aux Philippines et au Japon. Il travaille comme producteur et annonceur pour l'Armed Forces Radio (en).

### Carrière à l'écran
De 1947 à 1953, Russ Conway joue dans une vingtaine de films sans être crédité, jouant d'abord dans des films tels Deux nigauds démobilisés, Boulevard des passions, Allez coucher ailleurs, Calamity Jane and Sam Bass, Un homme de fer, Ma and Pa Kettle on Vacation et Les Bannis de la Sierra ({{lang[enThe Outcasts of Poker Flat}}).
Bien qu'il ait surtout joué à la télévision après 1953, il tourne encore dans plusieurs films tels Le Cavalier du crépuscule, Qu'est-il arrivé à Baby Jane ? et La Guerre des mondes.
Conway devient surtout connu pour ses rôles à la télévision dans des séries telles The Lone Ranger, où il joue dans quatre épisodes entre 1950 et 1954. En 1951, il joue dans Boston Blackie (en), puis dans des épisodes de Dragnet (en) entre 1952 et 1953. Il jouera également dans The Public Defender (en).

### Rôles westerns
Conway apparaît comme guest star dans plusieurs western télévisés, dont Hallmark Hall of Fame (en), Hopalong Cassidy, Cisco Kid, The Gray Ghost et Dick Powell's Zane Grey Theatre (en).
En 1957, il tient le rôle de Jared Martin dans l'épisode Show of Force de la série Have Gun – Will Travel. Il apparaît par la suite dans Casey Jones (en) et State Trooper (en).
Jouant régulièrement des rôles d'agents de la paix, Conway joue un shérif dans l'épisode Rage for Vengeance (1958) de la série Maverick et un marschal dans l'épisode Ghosts of Cimarron de la série Cheyenne.
- 1959 Au nom de la loi  saison 2 épisode 9 (Le Tyran) : Webb White

### Rôles Disney
Parmi les rôles les plus mémorables de Conway, on compte ceux des séries de Disney. Il apparaît ainsi dans quinze des dix-neuf épisodes de la série Les Frères Hardy de The Mickey Mouse Club
En 1959, Conway joue Monty Morgan dans l'épisode Moochie of the Little League dans Le Monde merveilleux de Disney. L'année suivante, il joue Kevin Corcoran dans l'épisode Moochie of Pop Warner Football.
En septembre 1968, Conway joue dans l'épisode Boomerang, Dog of Many Talents.

## Fin de carrière
Au cours de ses 33 dernières années de vie, Conway ne fait pas d'apparition à l'écran. Il meurt dans son sommeil à Laguna Hills, dans le Comté d'Orange (Californie), à l'âge de 95 ans.

## Source de la traduction
- (en) Cet article est partiellement ou en totalité issu de l’article de Wikipédia en anglais intitulé « Russ Conway (actor) » (voir la liste des auteurs).